# 神無月ニトロ
神無月ニトロは、日本のアダルトゲームのシナリオライター。

## 略歴
- アトリエかぐや創立時からシナリオを書いており、今日までのアトリエかぐやを支えている一人として知られている。
- 最初の頃はTEAM HEARTBEAT部門とBerkshire　Yorkshire部門を主とする全ての部門のシナリオを書いていたが、最近では伝奇・猟奇寄りのTEAM HEARTBEAT部門のシナリオを手がけている。

## 作品
- 女教師
- 人形の館
- 恥辱診察室
- 最終痴漢電車
- 最終痴漢電車2
- 最終痴漢電車3
- ドキドキお姉さん
- まほこい 〜エッチな魔法で恋×濃しちゃう〜
- ナースにおまかせ
- マジカルウィッチアカデミー 〜ボクと先生のマジカルレッスン〜
- 姉汁 〜白川三姉妹におまかせ〜
- School ぷろじぇくと☆
- 幼なじみと甘〜くエッチに過ごす方法
- 瀬里奈
- プリマ☆ステラ
- 牝奴隷　〜犯された放課後〜
- 人妻コスプレ喫茶2
- ダンジョンクルセイダーズ
- 虜ノ姫 〜淫魔の調律〜
- 夏神
- ダンジョンクルセイダーズ2　〜永劫の楽土〜
- マジカルウィッチコンチェルト
- 霧谷伯爵家の六姉妹
- 淫皇覇伝アマツ -白濁の呪印-
- オレと彼女は主従なカンケイ
- で・る・た! 〜おねだり天使とひとつ屋根の下〜
- 虜ノ契〜家族のために身体を差し出す姉と妹〜
- 夜這いする七人の孕女
- 手籠めにされる九人の堕女
- 虜ノ旋律
- 痴漢王 ～淫国の創造者～
- 虜ノ鎖 ～処女たちを穢す淫らな楔～
- 月明りに悶える孕女
- 虜ノ雫 ～夏の豪華客船で穢される処女たち～
- 虜ノ歪 ～音大卒の元歌姫が響かせる淫らな啼き声～
- 俺の上であがく六人の伽女